# Teruko Ōkura
Yoshiko Mozume (物集 芳子 Mozume Yoshiko?,  Hongō, Tokio, 12 de abril de 1886 - Tokio, 18 de julio de 1960), mejor conocida bajo su seudónimo de Teruko Ōkura (大倉 燁子 Ōkura Teruko?), fue una escritora japonesa, considerada como una de las primeras novelistas femeninas de Japón en incursionar en los géneros de misterio y ficción detectivesca. A pesar de que sus obras gozaron generalmente de una buena acogida, su carrera jamás se estableció por completo y en tiempos posteriores sus trabajos cayeron en el olvido.

## Biografía

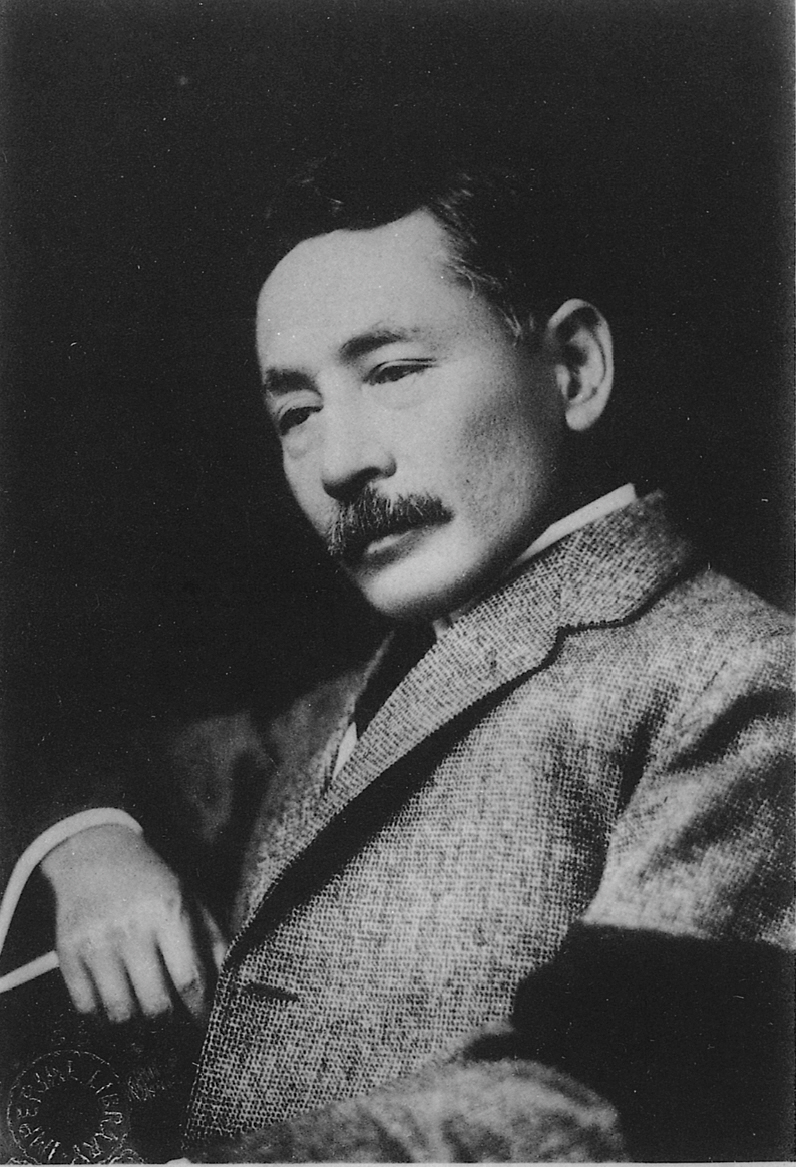
Natsume Sōseki, su tutor.

Yoshiko Mozume nació el 12 de abril de 1886 en Hongō, Tokio (hoy en día el barrio de Bunkyō), como la segunda hija del erudito Takami Mozume y su esposa, Natsuko Iwata. Mozume nació en el seno de una familia de eruditos e intelectuales literarios; su hermano mayor, Takakazu (1879-1985), y su hermana menor, Kazuko (1888-1979) también se convertirían en escritores.
Asistió a la Escuela Superior de Mujeres de Tokio (Tōkyō Joshikō-tō Shihan Gakkō), pero abandonó sus estudios con el objetivo de seguir una carrera literaria. Tras abandonar la escuela, Mozume y su hermana Kazuko se convirtieron en aprendices del afamado escritor Futabatei Shimei. Sin embargo, Futabatei fue enviado a Rusia en 1908 como corresponsal del periódico Asahi Shimbun. Su colega, Natsume Sōseki, fue quien se hizo cargo de la tutela de las hermanas Mozume y, tras la posterior muerte de este en 1909, se convirtieron formalmente en pupilas de Natsume. Entre 1909 y 1912, siendo aun discípula de Natsume, Mozume publicó una serie de relatos, Ani, Seika y Haha, utilizando los seudónimos de "Yumi Iwata" (岩田 由美) y "Yuriko Iwata" (岩田 百合子).
Alrededor de esta época, Ōkura contrajo matrimonio con un diplomático japonés al servicio de Masatarō Sawayanagi, con quien se trasladó a Inglaterra debido al trabajo de este. Allí, Ōkura entraría en contacto con las obras del escritor Arthur Conan Doyle, las cuales despertaron su interés por el género de misterio. Tras regresar a Japón, Ōkura se divorció de su esposo y fue entonces cuando comenzó a estudiar nagauta, un tipo de música tradicional tocada en el shamisen que es utilizada en el teatro kabuki. Ōkura trabajaría como profesora de nagauta por un tiempo antes de regresar nuevamente a la literatura, incursionando ahora en el nuevo género detectivesco bajo la tutela de autores como Kichizō Nakamura, Uson Morishita y Udaru Ōshita.
En 1935, Ōkura publicó una recopilación de historias cortas bizarras titulada Odoru Kagee (Sombras danzantes), convirtiéndose así en una de las primeras novelistas femeninas de Japón (de ficción detectivesca) en publicar un libro. Odoru Kagee fue bien recibido por el público y la crítica en general, siendo también elogiado por otros novelistas de misterio como Ranpo Edogawa. Durante los años siguientes, Ōkura continuó publicando historias cortas y relatos, pero nunca llegó a escribir novelas completas. Después de la guerra, comenzaría a vivir con su hermana Kazuko, quien había enviudado en 1942. En 1951, nuevamente recibió una buena aceptación con la publicación de su historia corta Noroi no Yōken (El perro fantasma maldito), vagamente basada en El sabueso de los Baskerville de Doyle.